# Ichnusa (piroscafo)
Ichnusa era originariamente un piroscafo; acquisito durante la seconda guerra mondiale dalla Regia Marina ed iscritto nel naviglio ausiliario (I.N.A.) con sigla militare DM16, venne attrezzato per il dragaggio magnetico.

## Storia
Fu varata nel 1928 nel cantiere Odero di Genova Foce e appartenente alla società Tirrenia di Navigazione; il suo numero di matricola era il 1559 (iscrizione al Compartimento di Genova).
Si racconta della sua potenza magnetica  che causò diversi incidenti alle bussole magnetiche delle navi vicine..
Nel 1941 fu inviata al Pireo dove svolse una figura di appoggio e mensa per gli ufficiali delle varie squadre impegnate. Venne impegnata come dragamine di La Spezia insieme alle altre con gli altri DM Emilia Madre, Raffaelluccia, Dora G.M. 60.
Rimase danneggiata durante l'operazione del  30 aprile 1943 quando riuscì a  far brillare due torpedini. Venne affondata in seguito all'armistizio e recuperata  per effettuare servizio mercantile.

## Caratteristiche tecniche
- 1241 tonnellate di stazza;
- 687 tonnellate di stazza netta;
- 1120 tonnellate di portata lorda;